# Православље (новине)
Православље су периодичне новине (часопис) Српске патријаршије.
Издаје их Информативно-издавачка установа Светог архијерејског синода Српске православне цркве уз благослов патријарха српског. Главни и одговорни уредник је Оливера Јовановић.

## Историја
Први број Православља је објављен 15. априла 1967. године као вјерске новине Архиепископије београдско-карловачке са благословом блаженопочившег патријарха српског Германа. Лист је покренут са жељом да допринесе религиозно-моралном уздизању православних Срба, упознавајући их са црквеним и вјерским животом нашег времена.
Православље је 15. новембра 2008. обиљежило излажење хиљадитог броја. Главни и одговорни уредник је био протојереј-ставрофор Миодраг Поповић.
Данашње Православље излази сваког првог и петнаестог у мјесецу, за јануар и август двоброј. Главни и одговорни уредник Православља је протођакон др Дамјан С. Божић, а члан Светог архијерејског синода задужен за надзор над радом Информативно-издавачке установе је епископ бачки др Иринеј (Буловић).